# 洮北区
洮北区（とうほく-く）は中華人民共和国吉林省白城市に位置する市轄区。

## 歴史
1904年（光緒29年）、清朝により設置された靖安県を前身とする。中華民国が成立すると遼寧省の管轄とされ1914年（民国3年）に洮安県と改称されている。
満州国時代には竜江省の管轄とされ、1938年（康徳5年）には白城県と改称されている。1945年（民国34年）に満州国が崩壊すると中華民国が実効支配権を回復、洮安県と改称され、1947年（民国36年）には遼北省に移管、国共内戦の結果、中国共産党が実効支配するようになると黒竜江省に移管されたが、1954年に吉林省の管轄とされた。1958年9月の行政改革の際に白城県城関区に県級市の白城市が設置された。
1993年6月14日、白城地区の廃止と地級市としての白城市が成立した際、県級市の白城市は廃止され洮北区と改編された。

## 行政区画
11街道、7鎮、4郷、1民族郷を管轄：
- 街道弁事処：海明街道、長慶街道、瑞光街道、明仁街道、鉄東街道、城南街道、新立街道、新華街道、幸福街道、保平街道、西郊街道
- 鎮：平安鎮、青山鎮、林海鎮、洮河鎮、平台鎮、到保鎮、嶺下鎮
- 郷：東風郷、三合郷、東勝郷、金祥郷
- 民族郷：徳順モンゴル族郷

## 交通

### 航空
- 白城長安空港（中国語版）

### 鉄道
- 中国国家鉄路集団
  - 白城駅 - 平斉線、長白線（中国語版）、白阿線（中国語版）の接続駅

### 道路
- 高速道路
  -  琿烏高速道路
  -  双嫩高速道路（中国語版）
- 国道
  -  G231国道（中国語版）
  -  G302国道